# Minecraft: Story Mode
Minecraft: Story Mode је епизодна видео игрица „Point-and-click“ коју је развила и објавила Telltale Games, заснована на игрици Minecraft од Mojang Studios. Првих пет епизода објављено је у периоду од октобра 2015. до марта 2016., а додатне три епизоде су објављене као садржај за преузимање средином 2016. Друга сезона која се састоји од пет епизода објављена је 2017.
Игра прати исти формат епизоде као и други наслови Теллтале Гамес, као што су The Walking Dead, The Wolf Among Us, Tales from the Borderlands и Game of Thrones. Прича се врти око лика који је креирао играч по имену Џеси, првобитно обичан човек, који касније постаје херој заједно са својим пријатељима. Током прве четири епизоде, Џеси и његови/њени пријатељи покушавају да поново окупе стару групу хероја познату као Ред камена да спасу Надсвет од деструктивне Видер Сторм. Остатак прве сезоне прати Џеси и његове/њене пријатеље, сада нови Ред од камена, у новој авантури након откривања моћног артефакта. У другој сезони, Џеси се суочава са моћним Админом.
Игра је била доступна за Виндовс, MacOS, Плејстејшн 3, Плејстејшн 4, Wii U, Нинтендо Свич, Иксбок 360, Иксбок Један, Андроид, IOS и Apple TV. Малопродајна верзија је објављена у децембру 2016. Међутим, обе сезоне игре се више не могу играти због гашења Telltale Games-а крајем 2018. године, због чега је игра на крају прекинута 25. јуна 2019. осим на Нетфликсу где је доступно само првих пет епизода.

## Играње
Minecraft: Story Mode је епизодна интерактивна комедија-драма „Point-and-click“ графичка авантуристичка видео игра. Објављена је као низ епизода сличних другим играма Telltale Games-а. Играчи могу да сакупљају предмете, решавају загонетке и разговарају са ликовима који нису играчи кроз стабла разговора да би сазнали више о причи и одредили шта даље. Одлуке које играч доноси утичу на догађаје у тренутној епизоди и каснијим епизодама. Међутим, Minecraft: Story Mode треба да буде наслов погодан за породицу, за разлику од претходних Telltale игара, које имају тенденцију да носе зрелије или емоционалне призвуке (укључујући смрт главних ликова). Као такве, одлуке треба да буду кључне и емоционалне, али да не укључују зреле слике или теме. Елементи израде и изградње били су укључени у игрицу која је централна за Minecraft. Игра укључује борбене и друге акционе секвенце, које се изводе и кроз догађаје са брзим временом и кроз контроле налик аркадним, као што је управљање око крхотина на путу.   Нетфликс верзија 1. сезоне (искључујући епизоде Adventure Pass-а) је у потпуности унапред приказана, користећи побољшану верзију Telltale Tool-а, користи ограничен избор и другу верзију мушких и женских модела и поново креирана као интерактивна серија.

## Прича

### Поставка приче
Minecraft: Story Mode одвија се у интерпретацији света Minecraft-а, познатог као "Overworld", где је игра обим универзума ликова, а ликови нису свесни да су у игри. Главни лик, Џеси, је неискусни/на становник/ца поменутог универзума који/а креће на путовање са својим пријатељима у свету Minecraft-а да би пронашао Ред камена (Габријел Ратник, Елегард Инжењер Црвенкамена, Магнус Битанга, Сорен Архитекта и Чаробњак), пет легендарних авантуриста који су спасили Minecraft свет. Игра укључује подешавања којима је обично тешко приступити из Minecraft-а, укључујући Недер и Крај.

### Ликови
Играч може да прилагоди Џесија, укључујући избор пола и боје коже. Џесију даје глас Патон Освалт ако је мушко и Кетрин Табер ако је женско. Остали главни ликови у свету Minecraft: Story Mode укључују Џесијеве пријатеље Петру (глас јој је дала Ешли Џонсон), Аксела (Брајан Посен), Оливију (Марта Плимптон), Лукаса (Скот Портер) и Џесијевог љубимца свињу Рубен (Ди Бредли Бејкер). У првој сезони има неколико ликова у споредним улогама, укључујући Ред од камена — Габриел (Дејв Феној), Магнус (Кори Фелдман), Елегард (Греј Грифин), Сорен (Џон Хоџман) и Ајвор (Пол Рубенс), потоњи од који постаје главни лик од пете епизоде па надаље — бивши члан Оцелота и вођа Блејз Родса Ејден (Метју Мерсер); владар Скај Ситија, Оснивач (Мелиса Хачисон); Мило (Џим Мескимен), вођа подземног грађевинског клуба; Minecraft јутјубери CaptainSparklez, DanTDM, LDShadowLady, Stampy C и Stacy Plays (сви дају глас себи); Торку Давг (Адам Харингтон); Кејси Роуз/Бела Бундева (Ешли Бурх са прерушеним гласом Роџера Л. Џексона); супер-компјутер ПАМА (Џејсон 'џи-топ' Тополски); њен творац и бивши стари градитељ Харпер (Ивет Никол Браун); ратница Емили (Одри Василевски); и Стари градитељи — Хадријан (Џим Камингс), Мевија (Кари Волгрен) и Ото (Џејми Алкрофт). Друга сезона додаје још неколико, као што су Џесијев помоћник Радар (Јури Ловентал), познати херој Џек (Фред Таташиоре) и његов помоћник Нурм (Марк Барболак), владарка града шампиона Стела (Ешли Алберт) и њена лама Луна која њуши благо, и злокобни администратор по имену Ромео (ЈБ Бланк).
Постоји и неколико позадинских ликова, као што су Маја, Иви и Фенгрл (ГК Бовс); Овен (Овен Хил); Гилл (Фил Ламар); ЕндерКон вратар по имену Рубен (такође Џејсон 'џи-топ' Тополски); Фенбој (Били Вест); Лидија (Лидија Винтерс); и спикер такмичења у грађевинарству ЕндерКона (Ерин Иветте). Штауфер је рекао да људски ликови у целини представљају различите типове гејмера који играју Minecraft. Били Вест приповеда прве четири епизоде приче.

### Заплет
Ово је широки преглед заплета. Одређене одлуке играча ће променити детаље о одређеним догађајима.

#### 1. сезона (2015–16)
Једном је Ред од камена победио Ендер змаја. У данашњем Џеси, Аксел, Оливија и Рубен се припремају за такмичење у изградњи ЕндерКон-а. Оцелоти покушавају да саботирају њихову градњу, уплашивши Рубена. Џеси је нападнут спашавајући га, али Петра их спасава, која убеђује Џесија да јој помогне да прода Видер лобању. Купац, Ајвор, их превари и побегне са тим. Они га прогоне и откривају да ће Ајвор напасти Габријела (члана Каменог реда) користећи Видера (касније Видер Сторм). Група покушава да то заустави, али безуспешно. Потом одлазе у Соренову лабораторију, надајући се да његова Формиди-бомба може уништити Видер Сторм, коју Џеси користи да уништи Видер Сторма, међутим звер се мења у три кластера.
Група којој се придружују Габријел или Петра (у зависности од избора играча) бежи. Након тога, Ајвор води групу у своју лабораторију да зачара оружје које може уништити командни блок. Џеси прави зачарано оружје и уништава командни блок, на крају убијајући Видер Сторма, али не пре него што звер убије Рубена, на Џесијев ужас.
Убрзо након тога, Ред проналази кремен и челик, што Ајвор открива да су га „Стари градитељи“ створили у наводно „Еверсорс“, кокошка која носи јаја за стварање мобова. Џеси, Ајвор, Лукас и Петра се враћају у храм и отварају портал, који их води у Скај Сити. Група на крају проналази Еверсорс, али Ејден, вођа ривалске групе зване Блејз Родс, краде га. Џеси касније побеђује Ејдена, који је затворен у новом Скај Ситију.
Џесијева група преузима кремен и челик и покушава да се врати кући кроз други портал, али се налази у ходнику испуњеном порталима. Док путују између њих, стижу на гробље са позивом на наводну забаву у оближњој вили, у којој упознају неке Minecraft Јутјубере. "Бела бундева" убија Captain Sparklez-а и LDShadowLady или DanTDM кроз замке. Џеси и његови/њени сапутници откривају да је кривац Кејси Роуз. Касније је побеђују и заробљавају у јами испуњеној ендермитима.
Џеси и његови/њени сапутници упознају ПАМА-у, компјутер, од кога Џеси и Ајвор беже уз помоћ Харпер, научницу која је створила ПАМА-у. Затим их одводи у своју лабораторију да пронађу нешто да деактивирају ПАМА-у, где Џеси ослобађа Лукаса/Петру пре него што буду ухваћени. Харпер упућује Џесија на ПАМА-ин извор енергије који они уништавају, ослобађајући другог пратиоца.
Назад у ходнику портала, Харпер открива Атлас који може помоћи Џесијевој групи да се врате кући. Стари градитељи (које чине Хадријан, Мевија и Ото) затварају Џесија и терају га да се такмичи у игрицама како би освојио слободу својих пријатеља, али Џеси склапа договор са Отом да ослободи своје пријатеље, пре него што се бори и победи Хадријана и Мевију, враћајући се назад кући.

#### 2. сезона (2017)
Радар, Џесијев нови помоћник, обавештава Џесија о предстојећој авантури са Петром. Џеси помаже грађанима да се припреме за Дан оснивања пре него што је упознају. Њихово место састанка се самоуништава да би открило јаму без дна - где Џеси проналази мистериозну рукавицу која се заглавила на његовој/њеној руци; али успевају да побегну. Петра проналази Џека, хероја који може да помогне Џесију да уклони рукавицу и "heckmouth" - јаму. Џек открива да је рукавица праћена до океанског споменика и да "структурни блок" може да затвори јаму. Џеси убеђује Џека да одведе њих и Петру на то. У центру споменика, администратор се појављује и покушава да их убије, али они и њихови сапутници беже тамо где Џеси прикупља структурни блок и ослобађа Џековог старог пријатеља Воса.
Након што га Џеси порази, администратор се враћа и изазива Џесијеву групу да поврати сат (касније га је уништио Џек/Петра) у његовој леденој палати, према коме се онда крећу, а касније им се придружују Стела и Луна. Међутим, открива се да је Вос био администратор све време, и он затвара Џесија и особу која није уништила сат, док особа која јесте добија рукавицу пребачену на њихову руку.
Џеси одлучује са његовим/њеним пријатељима да пронађу "Затвореника Икс" (касније откривеног као Ксара), који очигледно зна како да побегне из лавиринта. Џеси отвара њихову ћелију пре него што се боре против онога ко је уништио сат, а затим са Ксаром нападају администратора. Иако то не успе, успевају да ослободе Петру/Џека из контроле администратора. Група потом бежи из затвора са Радаром у вучи.
Ксара им затим показује портал који она обнавља, крећући се у подземну област испод стене. Џеси сазнаје више о администратору, чије име је откривено да је Ромео, и да су Ромео, Ксара и њихов пријатељ Фред некада били пријатељи, али неслагање је довело до Фредове смрти и Ромеове корупције. Џеси тада мора да бира између спасавања или Радар или људи испод камена пре него што побегне.
По повратку кући, Џеси, Петра и Џек смишљају план да се боре против администратора. Уз Лукасову асистенцију, стижу у "Терминални простор", дом Админа. Џеси, Џек и Петра стижу до њега и коначно Џеси улази у њега, узима Фредову рукавицу и побеђује Ромеа. Џеси тада има избор да или врати Ромеа ради искупљења или га остави његовој судбини, и ако су спасили људе испод стене у претходној епизоди, тада долази Радар да их спаси, ако не, Ромео одвлачи чудовишта за Џесија и његови пријатељи да побегну. Џесијев коначни избор подразумева да он или напусти Биконтаун и има авантуре са Петром или да остане као градоначелник.

## Епизоде

### 1. сезона (2015–16)
Главна игра Minecraft: Story Mode је подељена у пет епизода за своју прву сезону, која је излазила у интервалима од месец дана. Касније су објављене три додатне епизоде.
| Бр. еп. (укупно) | Бр. еп. (у сезони) | Наслов                    | Редитељ                             | Сценариста                                              | Премијера           |
| --- | ------------------ | ------------------------- | ----------------------------------- | ------------------------------------------------------- | ------------------- |
| 1 | 1                  | Ред од камена             | Денис Ленарт и Грејам Рос           | Мајкл Чоунг и Лаура Џакмин                              | 13. октобар 2015.   |
| У ЕндерКону је ослобођено чудовиште које угрожава свет познато као Видер Сторм. На Џесију и његовим/њеним пријатељима је да поново саставе Ред од камена, групу авантуриста познатих по томе што су убили Ендер Змаја. |                    |                           |                                     |                                                         |                     |
| 2 | 2                  | Потребан скуп             | Џејсон Латино                       | Џошуа Рубин, Ерик Стирп и Тимоти Вилијамс               | 27. октобар 2015.   |
| Џеси и његови/њени пријатељи морају да регрутују преостале чланове Реда да помогну да се победи Олуја са Вехом. |                    |                           |                                     |                                                         |                     |
| 3 | 3                  | Последње место за гледање | Џонатан Штаудер                     | Мајкл Чоунг, Лаура Џакмин, Ерик Стирп и Тимоти Вилијамс | 24. новембар 2015.  |
| Заробљени у Сореновој тврђави, Џеси и његови/њени пријатељи морају да пронађу Сорена да направе оружје које може да уништи Видер Сторма. |                    |                           |                                     |                                                         |                     |
| 4 | 4                  | Блок и тврдо место        | Грејам Рос and Ребека Гамин Аркович | Бред Кејн and Лаура Џакмин                              | 22. децембар 2015.  |
| Након страшног пораза, Џеси и његови/њени пријатељи морају да оду на дуго путовање у Далеке земље како би пронашли једину ствар која је способна да уништи командни блок у језгру Видер Сторма. Успут, Џеси и пријатељи долазе до шокантног открића о историји Реда. |                    |                           |                                     |                                                         |                     |
| 5 | 5                  | Ред!                      | Џонатан Штаудер                     | Ерик Стирп и Тимоти Вилијамс                            | 29. март 2016.      |
| Џеси, Петра, Лукас и Ајвор проналазе мистериозни портал и завршавају на чудном месту званом Скај Сити. Након што су оптужени за наводне злочине, Џеси и њихови пријатељи морају да очисте своја имена и да спрече старог непријатеља да уништи недужни свет. |                    |                           |                                     |                                                         |                     |
| 6 | 6                  | Портал до мистерије       | Шон Манинг                          | Ерик Стирп и Тимоти Вилијамс                            | 7. јун 2016.        |
| Џеси и његови/њени пријатељи завршавају у соби пуној портала и морају пронаћи портал који води у свет. Први портал на који оду води до забаве у вили. Међутим, један гост убија остале. Могу ли Џеси и пријатељи пронаћи убицу? Или ће убица пронаћи њих? Ова епизода садржи пет добро познатих Minecraft јутјубера који глуме сами себе и садржи њихове аватаре у игри: "Stampy Cat", "StacyPlays", "DanTDM", "Lizzie" и "CaptainSparklez". |                    |                           |                                     |                                                         |                     |
| 7 | 7                  | Приступ одбијен           | Ребека Гамин Аркович и Џејсон Пајк  | Лук Мекмулен и Ерик Стирп                               | 26. јул 2016.       |
| Настављајући своје путовање кроз портал у потрази за домом, Џеси и посада слете у свет који у потпуности контролише ПАМА – злокобна „машина за размишљање“ решена да командује свима и свачим помоћу Црвенкамена и чипова за контролу ума. Приморан да бежи да би избегао хватање и асимилацију, Џеси мора да ради са новим савезником како би победио корумпирани рачунар и ослободио становништво које је поробио.                         |                    |                           |                                     |                                                         |                     |
| 8 | 8                  | Крај путовања?            | Вахрам Антонијан                    | Ерик Стирп, Иал Ханон и Ерика Харел                     | 13. септембар 2016. |
| Џеси, Петра, Лукас и Ајвор покушавају да пронађу Старе градитеље, који им наводно могу помоћи да пронађу пут кући. Међутим, ако Џеси жели да преживи Гладијаторске игре старих грађевинара и да се врати кући, он/она мора да склопи нова пријатељства са осталим такмичарима и да се креће кроз лавиринт лажи и обмана. |                    |                           |                                     |                                                         |                     |

### 2. сезона (2017.)
У јулу 2017. објављен је први трејлер за другу сезону, заједно са датумом објављивања 11. јула
| Бр. еп. (укупно) | Бр. еп. (у сезони) | Наслов              | Редитељ         | Сценариста                                                | Премијера           |
| --- | ------------------ | ------------------- | --------------- | --------------------------------------------------------- | ------------------- |
| 9 | 1                  | Херој у резиденцији | Џонатан Штаудер | Ерик Стирп                                                | 11. јул 2017.       |
| Док стари пријатељи и нове одговорности вуку Џесија у различитим правцима, откриће чудног Призмарин Рукавице води нашег јунака у потпуно нови свет мистерије и опасности.                                                                |                    |                     |                 |                                                           |                     |
| 10 | 2                  | Огромне последице   | Шон Манинг      | Мередит Ајнсворт                                          | 15. август 2017.    |
| A powerful foe emerges in Beacontown and subjects Jesse to some bizarre (and deadly) challenges. Friendships will be tested and new alliances formed as Jesse fights to save the world from this mighty enemy.                           |                    |                     |                 |                                                           |                     |
| 11 | 3                  | Затворски блок      | Кристофер Ризер | Адам Даглас                                               | 19. септембар 2017. |
| Џеси и банда морају да се изборе са опасним затвором и његовим још опаснијим затвореницима да би дошли до тајне у срцу затвора... Али када непријатељ покуша да регрутује Џесијеве пријатеље, да ли ће сви они моћи да се одупру позиву? |                    |                     |                 |                                                           |                     |
| 12 | 4                  | Испод темеља        | Данијел Розалес | Никол Мартинез, Мередит Ејнсворт и Даг Либлих             | 7. новембар 2017.   |
| Наши хероји крећу на путовање у давно заборављену земљу у којој ништа није онако како се чини, а опасност вреба иза сваког угла. Да ли ће Џесијеви нови савезници и пријатељи издржати тестове са којима ће се суочити?                  |                    |                     |                 |                                                           |                     |
| 13 | 5                  | Изнад и изван       | Марк Дрост      | Адам Милер, Мередит Ејнсворт, Даг Либлих и Никол Мартинез | 19. децембар 2017.  |
| Последња битка са Џесијевим новим непријатељем доноси битку кући у Биконтаун и свет можда никада неће бити исти. |                    |                     |                 |                                                           |                     |

## Развој и издања
Идеја за Minecraft: Story Mode дошла је крајем 2012. године када је Telltale Games био ангажован на раду за Tales from the Borderlands, епизодну серију засновану на серији Borderlands. Идеја о развоју прича око других познатих франшиза видео игара навела је тим да осмисли идеју за игру у вези са Minecraft-ом, с обзиром да је игра у суштини била „празно платно“ за приповедање, према Џобу Штауферу, и да би створила занимљив изазов. Две групе су препознале количину наративног садржаја који су генерисали обожаваоци који је постојао на Јутјуб видео снимцима и другим медијским облицима који су демонстрирали потенцијал за приповедање у игрици. Многи у Telltale-овом особљу су такође већ били обожаватељи Minecraft-а, са приватним сервером на којем су играли, а неки од инцидената који су се тамо догодили постали су идеје за причу о игрици. Telltale је започео преговоре са Mojang-ом почетком 2013. и почео је рад на наслову убрзо након тога. Штауфер је приметио да Мајкрософтова куповина Мојанга није била фактор у развоју игре, пошто је њихова интеракција са Мојангом почела много пре Мајкрософтових преговора.
Telltale је одлучио да креира новог главног лика Џесија за Minecraft: Story Mode уместо да користи подразумевани „Стив“ лик из Minecraft-а, осећајући да не желе да покушају да поново напишу како су играчи већ видели овог лика у игри. Остали примарни ликови у игри су лабаво дизајнирани око архетипова уобичајених ликова играча за Minecraft, као што су они који се баве градњом, борбама или туговањем других играча. Игра неће покушати да пружи било какву позадину за неке концепте у Minecraft-у, као што су крипери, како би се избегла различита тумачења која су фанови урадили за ове елементе, иако су они елементи приче игре.
Штауфер је навео да би прича игре била намењена породичној оријентацији, слично филмовима The Goonies или Ghostbusters; њихов предвиђени садржај би био еквивалентан ПГ-13 или ПЕГИ -12 рејтингу. Бројни гласовни глумци су алумни таквих филмова из 1980-их, као што је Кори Фелдман који је глумио у The Goonies, а игра укључује различите референце на ове врсте филмова. Штауфер је рекао да су, иако су Telltale-ове новије игре попут The Walking Dead зрелије приче, њихове оригиналне авантуристичке игре попут Sam & Max и Strong Bad's Cool Game for Attractive People написане као породичне, и да сматрају свој приступ Minecraft: Story Mode као „део нашег ДНК“. Прича је имала за циљ да буде доступна како постојећим играчима Minecraft-а – и почетницима и напредним играчима – и новој публици ван игре.
Minecraft: Story Mode је званично најављен у децембру 2014. као пројекат сарадње између Mojang и Telltale; најава је представљена као интерактивна авантуристичка игра под називом „Info Quest II“. Његов први трејлер је објављен током MINECON 2015 конвенције почетком јула. Игра је планирана за серију од пет епизода за издавање на Андроид, иОС, Виндовс, OS X, Плејстејшм и Иксбокс конзолама крајем 2015. године; Telltale је такође објавио игру за Wii U, само месец дана након што је оригинални Minecraft први пут дошао на Нинтендо платформу. То је такође био први пут да је Telltale наслов објављен на Нинтендо платформи од Back to the Future: The Game.  Поред тога, за Нинтендо Свич је најављен Minecraft: Story Mode – The Complete Adventure, који укључује и главне епизоде и садржај за преузимање. 
Серија је објављена за већину система 13. октобра 2015, а верзије за Плејстејшн Вита и Wii U ће уследити касније. Сезонска пропусница за игру је била доступна за куповину 27. октобра 2015. године, што омогућава играчу да приступи преостале четири епизоде када буду објављене. Малопродајне верзије игре објављене су 27. октобра 2015. 
Нетфликс и Telltale потписали су партнерство у јуну 2018. за Нетфликс како би понудили Telltale-ове игре преко услуге почевши касније те године, са Minecraft: Story Mode као првим планираним насловом за услугу. Усред проблема у вези са банкротом Telltale Games-а у октобру и новембру 2018. године, довољно особља је остало у Telltale-у да заврши рад на овој верзији, која је објављена на Нетфлик-у 27. новембра и 5. децембра 2018.

### Сезона 2
Прва епизода Minecraft: Story Mode – Season Two објављена је 11. јула 2017. за Виндовс, macOS, Плејстејшн 4, Иксбок 360, Иксбок Један, iOS и Андроид. Наставио је причу из прве сезоне, при чему су избори играча утицали на елементе у Season Two. Потврђено је да Патон Освалт, Кетрин Табер, Ешли Џонсон и Скот Портер наставе са гласовним радом за нову сезону. Игра подржава нову функцију Crowd Play коју је Telltale увео у Batman: The Telltale Series, омогућавајући до 2.000 чланова публике да гласају о одлукама за играча који користи Твич или друге сервисе за стриминг. 
Telltale је 3. августа 2017. објавио да ће друга епизода, „Велике Последице“, бити објављена 15. августа. Остале епизоде су објављене 19. септембра, 7. новембра и 19. децембра 2017.

### ЗатварањеTelltale Games
У новембру 2018. Telltale Games је започео процес затварања студија због финансијских проблема. Већина његових игара је почела да се уклања са дигиталних излога, укључујући Minecraft: Story Mode. Према GOG.com-у, морали су да повуку наслов због „истицања права на лиценцирање“. Minecraft тим је навео да чак и за оне који су купили наслове пре њиховог уклањања са листе, епизоде више неће моћи да се преузимају након јуна 2019. Пошто Xbox Live Marketplace не дозвољава уклањање игара из продаје док истовремено дозвољава постојећим власницима да преузму игру, свака епизода Иксбок 360 верзије игре је процењена на 100 долара у неколико недеља пре уклањања како би се корисници одвратили од купујући их.
Након затварања Telltale-а, Антимо, један од композитора игре, изјавио је да тренутно постоји правна конфузија у вези са правима на музику, што доводи до тога да је звучна подлога доступна само за стримовање на Саундклауду и Јутјубу, где су објављени. пре затварања Telltale-а.

## Музика
Minecraft: Story Mode садржи оригиналну музику коју је компоновао амерички дуо Антимо & Велес, који чине Скајлер Барто (Антимо) и Ендру Аркади (Велес). Музику за прву сезону састоји се од 42 нумере, док музика за другу сезону има 51 нумеру. Дана 21. децембра 2018, током затварања Telltale-а, дуо је објавио Story Mode Archives, албум који се састоји од 18 неискоришћених песама из игара. Још неколико песама је поново објављено крајем 2021.

## Пријем
Minecraft: Story Mode је добио „мешовите или просечне критике“ од критичара, при чему је верзија Нинтендо Свич зарадила пондерисани просек од 67 на основу 5 критичара. 

### 1. сезона (2015–16)

#### Епизода 1: Ред камена
Веб локација за агрегирање рецензија Метакритик је дала верзију за Виндовс 71/100 на основу 25 рецензија, Плејстејшн 4 верзију 71/100 на основу 23 рецензије и Иксбок Један верзију 77/100 на основу 13 рецензија. На GameRankings-у, оцена од 78,59% је дата на основу 11 рецензија за Иксбок Један верзију, 77,50% за Wii U на основу 4 рецензије, 73,53% за PC верзију на основу 16 рецензија, и 73,29% за Плејстејшн 4 на основу 21 рецензије.

#### Епизода 2: Потребан скуп
Метакритик је дао Виндовс верзији 59/100 на основу 13 рецензија, Плејстејшн 4 верзији 53/100 на основу 7 рецензија и Иксбок Један верзији 61/100 на основу 8 рецензија. 

#### Епизода 3: Последње место за гледање
Метакритик је дао Виндовс верзији 73/100 на основу 10 рецензија, Плејстејшн 4 верзији 73/100 на основу 7 рецензија и Иксбок Један верзији 75/100 на основу 9 рецензија. 

#### Епизода 4: Блок и тврдо место
Метакритик је дао Виндовс верзији 68/100 на основу 8 рецензија, Плејстејшн 4 верзији 72/100 на основу 8 рецензија и Иксбок Један верзији 71/100 на основу 8 рецензија. 

#### Епизода 5: Ред!
Метакритик је дао Виндовс верзији 70/100 на основу 6 рецензија, ПлаиСтатион 4 верзији 72/100 на основу 9 рецензија и Иксбокс Један верзији 69/100 на основу 6 рецензија. 

#### Епизода 6: Портал до мистерије
Метакритик је дао Виндовс верзији 64/100 на основу 5 рецензија, Плејстејшн 4 верзији 69/100 на основу 6 рецензија и Иксбокс Један верзији 71/100 на основу 5 рецензија. 

#### Епизода 7: Приступ одбијен
Метацритиц је дао Виндовс верзију 69/100 на основу 4 рецензије, ПлаиСтатион 4 верзију 68/100 на основу 6 рецензија и Ксбок Оне верзију 71/100 на основу 5 рецензија. 

#### Епизода 8: Крај путовања?
Метакритик је дао Плејстејшн 4 верзији 69/100 на основу 6 рецензија. 

### 2. сезона (2017.)

#### Епизода 1: Херој у резиденцији
Метаkритиk је дао компјутерској верзији 71/100 на основу 8 рецензија, Плејстејшн 4 верзији 67/100 на основу 8 рецензија, и Иксбок Један верзији 76/100 на основу 4 рецензије.

#### Епизода 2: Огромне последице
Метакритик је компјутерској верзији дао 74/100 на основу 8 критичара и  верзији за ПлаиСтатион 4 оцену 73/100 на основу 4 рецензије.  На ГамеРанкингс -у, верзија за ПлаиСтатион 4 има оцену од 65,00% на основу 2 рецензије, а на ПЦ верзији има оцену од 72,86% на основу 7 рецензија.  

#### Епизода 3: Затворски блок
Метакритик је дао компјутерској верзији 71/100, на основу 8 рецензија, а Плејстејшн 4 63/100 на основу 4 рецензије.

#### Епизода 4: Испод темеља
Метакритик је компјутерској верзији дао оцену 74/100 на основу 5 критичара.

#### Епизода 5: Изнад и изван
Метакритик је компјутерској верзији дао оцену 78/100 на основу 4 критичара. 